# Mainitia
Mainitia is een geslacht van kreeftachtigen uit de klasse van de Malacostraca (hogere kreeftachtigen).

## Soort
- Mainitia mainitensis (Balss, 1937)